# Pseudogarypinus frontalis
Espèce
Synonymes
- Olpium frontalis Banks, 1909
- Garypinus marianae Chamberlin, 1930

Pseudogarypinus frontalis est une espèce de pseudoscorpions de la famille des Garypinidae.

## Distribution
Cette espèce est endémique des États-Unis. Elle se rencontre au Nouveau-Mexique, au Texas, au Colorado, en Utah, en Californie, en Oregon et au Washington.

## Description
L'holotype mesure 3,5 mm.
Les mâles mesurent de 3,15 à 3,89 mm  et les femelles de 3,30 à 4,60 mm.

## Publication originale
- Banks, 1909 : New Pseudoscorpionida. Canadian Entomologist, vol. 41, p. 303-307 (texte intégral).